# Dean Windass
Dean Windass (Kingston upon Hull, 1 de abril de 1969) é um ex-futebolista britânico que atuava como meia-atacante.
Seu ápice na carreira ocorreu quando ele atuou no Bradford City, onde teve duas passagens (1999 a 2001 e 2003 a2007, quando chegou a ser emprestado ao Hull City nesse último ano). Windass também atuou pelas duas equipes de Sheffield (United e Wednesday).

## Carreira
Revelado nas categorias de base do Hull City, Windass começou a carreira já aos 21 anos de idade, em 1990, no North Ferriby United, clube das divisões amadoras da Inglaterra - ele também trabalhava como pedreiro e embalador de ervilhas congeladas. Disputou 18 partidas pelos Villagers, fazendo o suficiente para chamar a atenção de clubes maiores.

### Os "anos Hull"
Deano voltou ao Hull City em 1991, tendo sido contratado a pedido do treinador Brian Horton. Ficou nos Tigres até 1995, quando se mudou para a vizinha Escócia.

### Aberdeen
Contratado pelo Aberdeen, Windass fez sucesso com a torcida do clube vermelho e branco. Em novembro de 1997, ele passou por uma situação curiosa: recebeu três cartões vermelhos - um por cometer falta, outro por ofender o árbitro, e mais um por mexer na bandeirinha de escanteio. Deano disputou 78 partidas e marcou 287 gols pelo Aberdeen.

### Volta ao futebol inglês
De volta à velha Albion, Windass assinou com o Oxford United por 400 mil libras esterlinas. Em 33 jogos, marcou quinze gols. Ao fim da temporada 1998-99, a torcida dos Amarelos elegeu o atacante como "o atleta do ano" do time.

### Bradford
O Bradford City pagou 950 mil libras para ter Windass no elenco, e o atacante, já veterano, veio com a missão de reerguer o time, e ele conduziu, entre outras coisas, os seus companheiros a vencerem o poderoso Chelsea (antes da "Era Abramovich") po 2 a 0 pela Copa Intertoto.

### Passagem frustrante noBoro, atuações pelos times de Sheffield e a volta ao Bradford
Ao ser contratado pelo Middlesbrough em 2003, Windass disse que a transferência para o Boro foi o destaque de sua carreira, mas sua estreia foi adiada devido a uma lesão nas costas, devido a um acidente automobilístico, e disputou apenas 38 partidas. Como ele não conseguiu fazer a equipe engrenar no Riverside, acabou sendo emprestado para as duas equipes de Sheffield: primeiro para o Wednesday, em seguida para o United, que comprou Windass em definitivo, em janeiro de 2003, após uma abordagem de seu ex-companheiro de equipe Stuart McCall, já em final de carreira. Windass ajudou os Blades a alcançarem a vaga para os play-offs, mas ele foi descartado pelo treinador Neil Warnock para a final, e ficou assistindo a derrota da sua equipe por 3-0 para o Wolverhampton. Ele decidiu não permanecer no United e retornou ao Bradford City, agora sob a gestão de Nicky Law, em julho de 2003. Neste ano, chegou a ser técnico interino da equipe, juntamente com Peter Atherton, Wayne Jacobs e David Wetherall.
Windass deixou os Bantams em 2007, aos 38 anos, após o encerramento de seu contrato.

## Retorno ao Hull

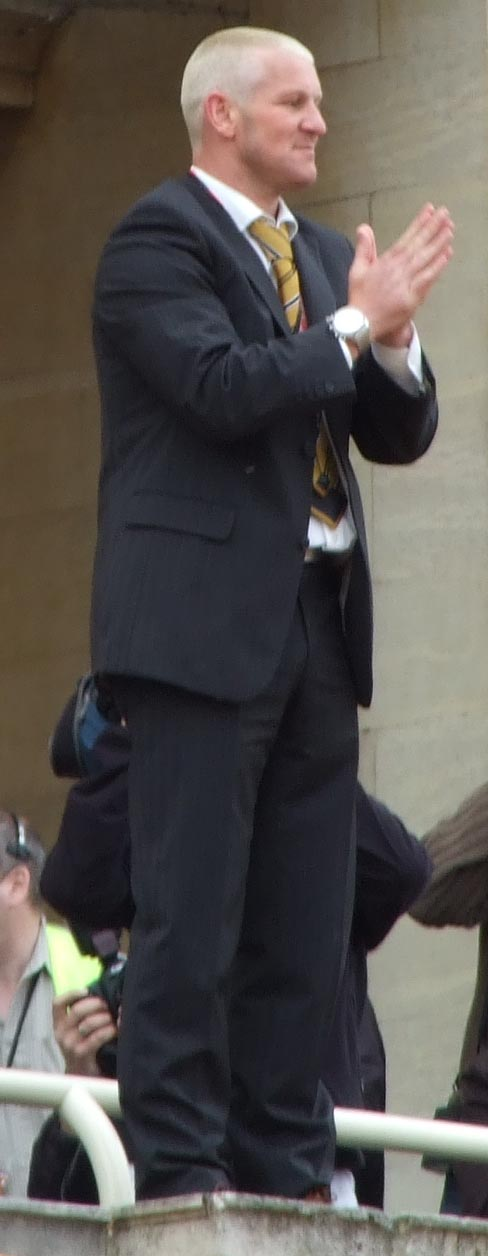
Windass comemora, na varanda do Hull City Hall, o gol que colocou os tigres pela primeira vez na Premier League.

Windass foi o herói da promoção inédita do Hull City à elite do futebol inglês. E ele alcançou várias marcas: contra o Leicester City, jogou sua partida de número 700, contra o Watford, marcou seu ducentésimo gol, mas o maior feito da carreira foi o gol de número 201, marcado contra o Bristol City, que assegurou a inédita ascensão do Hull City à Premier League após 104 anos. Nas duas primeiras partidas dos Tigres na Premier League, o veterano meia-atacante não foi relacionado.
Na madrugada de 12 de novembro, Windass e seu companheiro de equipe, Marlon King, tiveram uma briga em um cassino de Scarborough, sendo que King teria dado uma cabeçada no veterano. No dia seguinte, o clube disse que o argumento tinha sido resolvido internamente, e ambos os jogadores foram autorizados a permanecer no grupo. Windass teve de esperar até 22 de novembro de 2008 para disputar uma partida novamente, tendo entrado como substituto contra o Portsmouth, estando o Hull perdendo por 2 a 1. Windass marcou o gol que salvou o Hull da derrota, ao aproveitar um cabeceio que desviou no zagueiro Noé Pamarot e na rede. Este tento foi oficialmente registrado como contra na época, entretanto, foi atribuído a Windass, após análise pela Comissão de Gols.
Em uma entrevista de rádio após o jogo, Windass descreveu o incidente como uma "tempestade de casino em uma xícara de chá".
No jogo seguinte, Windass foi punido por conduta antidesportiva, mesmo sem jogar, depois que aqueceu muito perto do lateral Rory Delap, quando este cobrava um arremesso lateral. A 26 de dezembro, fez sua primeira partida como titular na Premier League contra o Manchester City no City of Manchester Stadium. O Hull perdeu de 5 a 1.
Desapontado com a falta de oportunidades na equipe, Windass foi autorizado a sair do time, e, em 9 de janeiro de 2009, ele se juntou ao Oldham Athletic por empréstimo, para o resto da temporada. Ele estava prestes a fazer sua estréia no dia seguinte, mas teve que esperar após o jogo com o Hartlepool. Na sequência da expulsão do goleiro titular Greg Fleming no jogo contra o Leicester City, em 7 de fevereiro, Windass entrou no gol (o Oldham não possuía goleiro reserva na partida) e manteve a cidadela invicta durante 40 minutos, e o jogo terminou empatado em branco.
Seu desempenho no gol levou Windass a ser nomeado como o goleiro da semana. Em 14 de fevereiro, Windass marcou seu primeiro gol com a camisa do Oldham, na vitória de 2 a 1 sobre o Northampton Town, sendo este seu gol número 200 na carreira, que ele comemorou, revelando uma camiseta impressa com o número "200", o que lhe valeu um cartão amarelo.
Depois de jogar apenas dez vezes no Oldham, Windass declarou em seu blog que ele queria sair, depois de um desentendimento com o empresário John Sheridan sobre sua falta em dois jogos consecutivos. No entanto, ele negou mais tarde qu estava pedindo para deixar o clube, e entrou como substituto no segundo tempo na derrota por 1 a 0 frente ao Colchester United na semana seguinte. Ele voltou ao Hull em 16 de março, mas não tinha o direito de jogar na Premier League para o resto da temporada por causa das regras de empréstimo.

## Darlington e primeira aposentadoria

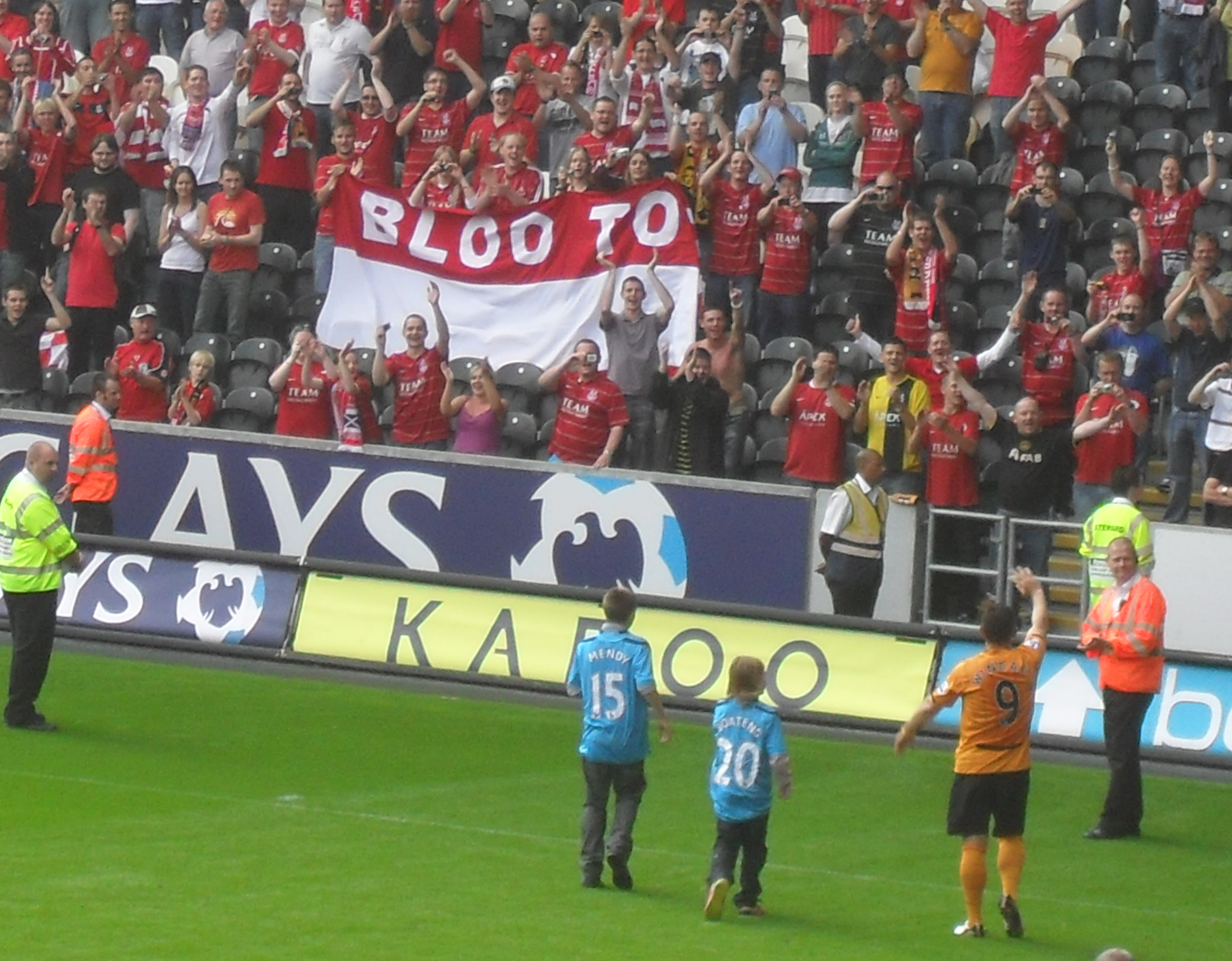
Windass logo após a partida em sua homenagem.

Windass foi sondado para ser jogador-auxiliar técnico no Darlington, recentemente nomeado para Colin Todd. Mais tarde ele declarou seu interesse em assinar contrato com o Port Vale, sem êxito. Ele completou sua transferência para o Darlington para acumular as 2 funções em junho do mesmo ano. Ele fez sua estreia pelos Quakers em uma derrota por 3-1 para o Aldershot Town, e um dia depois, ele jogou uma partida em homenagem cedida pelo Hull City contra o Aberdeen, no KC Stadium. A dupla Windass-Todd durou apenas nove partidas no comando, antes que o atacante deixasse o clube por consentimento mútuo, não tendo conseguido vencer um único jogo. Sem esperanças de jogar em alto nível, Windass anunciou sua aposentadoria em outubro de 2009, aos 40 anos.

## Volta aos gramados e aposentadoria definitiva
Em agosto de 2010, surpreendeu ao assinar com o Barton Town Old Boys, fazendo um hat-trick contra o Yorkshire Amateur. Ainda passou por Scarborough Athletic e AFC Walkington antes de pendurar definitivamente as chuteiras em 2012, aos 43 anos de idade.